# Narcisse Quellien
Narcisse Quellien est un poète et ethnographe de langue bretonne, né le 27 juin 1848 à La Roche-Derrien (Côtes-du-Nord) et mort le 16 mars 1902 à Paris. Il est l'auteur de nombreux ouvrages dont Annaïk (1880) et Breiz (1898).

## Biographie
Il est le fils de Guillaume Quellien (1815-1897), cordonnier, et de Françoise Jaffréo (1812-1887), tricoteuse.
Il fait ses études secondaires au Petit Séminaire de Tréguier (Côtes-d'Armor).
Il parcourt son pays pour recueillir des chansons populaires qu'il fera paraître en 1889 dans "Chansons et danses des Bretons".
Il est l'ami d'Ernest Renan grâce auquel il obtient un emploi aux archives du Ministère des Affaires Étrangères, et de François-Marie Luzel. Il est coauteur d'un livre sur le tunodo, le langage argotique des chiffonniers et des couvreurs de la Roche-Derrien et de ses environs, Un exemple d'argot breton : le tunodo (1885).
L’Académie française lui décerne le prix Xavier-Marmier en 1899.
Renversé par une automobile que conduisait Agamemnon Schliemann, il meurt à Paris le 16 mars 1902.
Il est à l'origine de l'idée du « dîner celtique », banquet annuel rassemblant des Bretons et sympathisants de la Bretagne vivant à Paris.

## Œuvres
- Annaïk - poésies bretonnes, Paris, Fischbacher, 1880. Préface par Ernest Renan
- Rapport sur une mission en Basse-Bretagne ayant pour objet d'y recueillir les mélodies populaires, Paris, Imprimerie nationale, 1883
- Un argot de Basse-Bretagne, in Revue de Linguistique, imprimerie de G. Jacob, janvier 1885 (réédition complétée par des textes d'Émile Ernault, Alain Le Diuzet et Ernest Le Barzic, avec une préface de Divi Kervella, in Un exemple d'argot breton : le tunodo, Ploudalmézeau, Label LN, 2004)
- Loin de Bretagne, Paris, A. Lemerre, 1886
- L'argot des nomades en Basse-Bretagne, Paris, J. Maisonneuve et Ch. Leclerc, éditeurs, 1886 (réédition : Skol Vreizh, 2004)
- Bardit lu sur la tombe de Brizeux au cimetière du Carnel lors de l'inauguration du monument élevé au poète breton, le 9 septembre 1888, à Lorient, Paris, A. Lemerre, 1888
- Chansons et danses des Bretons, Paris, J. Maisonneuve et Ch. Leclerc, éditeurs, 1889 (réimpression : Slatkine, 1981)

- Prix Montyon 1889 de l’Académie française
- La Bretagne Armoricaine, Paris, J. Maisonneuve, 1890
- Perrinaïc, une compagne de Jeanne Darc. Gwerz, cantilène, Paris, Fischbacher, 1891
- Ernest Renan, 1823-1892, Paris, Larousse, 1892
- Bretons de Paris, Paris, Paul Ollendorff, 1893
- Lettre-préface à : H. et G. Dubouchet, Zig-Zags en Bretagne, Paris, Lethielleux, 1894
- Breiz - poésies bretonnes, Paris, J. Maisonneuve, 1898

- Prix Montyon 1898 de l’Académie française
- Contes et nouvelles du Pays de Tréguier, Paris, J. Maisonneuve, libraire-éditeur, 1898 (réédition : La Découvrance, 2005)